# BV-1201
La BV-1201 és una carretera que uneix els termes municipals de Martorell i Olesa de Montserrat. La B correspon a la demarcació de Barcelona, i la V a l'antiga categoria de carretera veïnal. Actualment pertany a la Diputació de Barcelona.
Té l'origen a la vila d'Olesa de Montserrat. Durant el seu recorregut, s'adreça cap al sud, en el seu punt de pas per Abrera disposa de connexió amb la B-40, continua avall pel costat de Santa Maria de Vilalba i el barri de Les Carpes ambdós pertanyents a Abrera, on també intersecciona amb la BV-1202. En el seu darrer tram té connexions amb l'A-2 en primer lloc i finalitza en la unió dels termes de Castellbisbal i Martorell on enllaça amb la C-243c carretera que uneix Martorell i Terrassa, on té el final dels seus 8,410 quilòmetres de recorregut.
La carretera fou considerada segons un estudi realitzat l'any 2023 com la setena via més perillosa de Catalunya. Durant els anys posteriors s'han realitzat millores i en resten de pendents per a millorar la seguretat viària d'aquesta carretera.

## Història
El primer coneixement de la voluntat de la creació d'aquesta carretera es troba en el Pla de camins veïnals del segle xx, al 1905. La següent coneixença coneguda és que al 1918 la carretera es trobava en construcció. Al 1925 estaven construïts uns 3 quilòmetres des de Martorell, al 1926 estava planificada la seva finalització i no es té la certesa de la seva finalització com molt tard el 1936.